# Léopold Zborowski
Pour les articles homonymes, voir Zborowski.
Léopold Zborowski, né  le 10 mars 1889 à Zalichtchyky (en polonais  Zaleszczyki, aujourd'hui en Ukraine) et mort à Paris le 24 mars 1932, est un poète polonais et l'un des grands marchands d'art moderne à Paris.

## Biographie
Issue d'une noblesse polonaise appauvrie, Léopold Zborowski est le fils d'Antoni Zborowski et Paulina née Wilczyńska,. 
Diplômé de l'université Jagellonne (Cracovie), il arrive à Paris au printemps 1913, aidé financièrement par ses parents. Il étudie l'histoire de l'art à la Sorbonne et rédige des poèmes, qu'il publie dans la revue Polonia. Il veut devenir critique d'art et fréquente la bohème parisienne. La déclaration de guerre en août 1914 surprend le jeune polonais et le coupe de sa famille. Comme sujet austro-hongrois, il est enfermé au camp d'Argenton-sur-Creuse. Libéré, il entreprend de vendre des estampes, des livres anciens puis des tableaux. Il vit au 3 de la rue Joseph-Bara, où son voisin est Moïse Kisling, qui lui fait rencontrer Modigliani.
Léopold s'installe avec Anna Sierzpowska, qui est aussi un des modèles attitrés du peintre italien et de Kisling. Léopold l'avait rencontrée un peu après août 1914, à la brasserie de La Rotonde, où se réunissent de nombreux Polonais en exil. Elle le retrouva durant l'hiver 1915, très affaibli, et elle prit soin de lui en lui offrant un séjour du côté de Saint-Tropez. Peu après Maurice Utrillo exécute un portrait du couple.
À partir de juillet 1916, Léopold, très lié à Modigliani, devient son marchand exclusif, organise ses expositions, lui achète ses toiles pour la somme de 15 francs versés chaque jour, et son domicile sert souvent d'atelier à l'artiste, qui peindra de lui trois portraits authentifiés (cf. ci-dessous). Le marchand Paul Guillaume cherchera ensuite à récupérer Modigliani en exclusivité. 

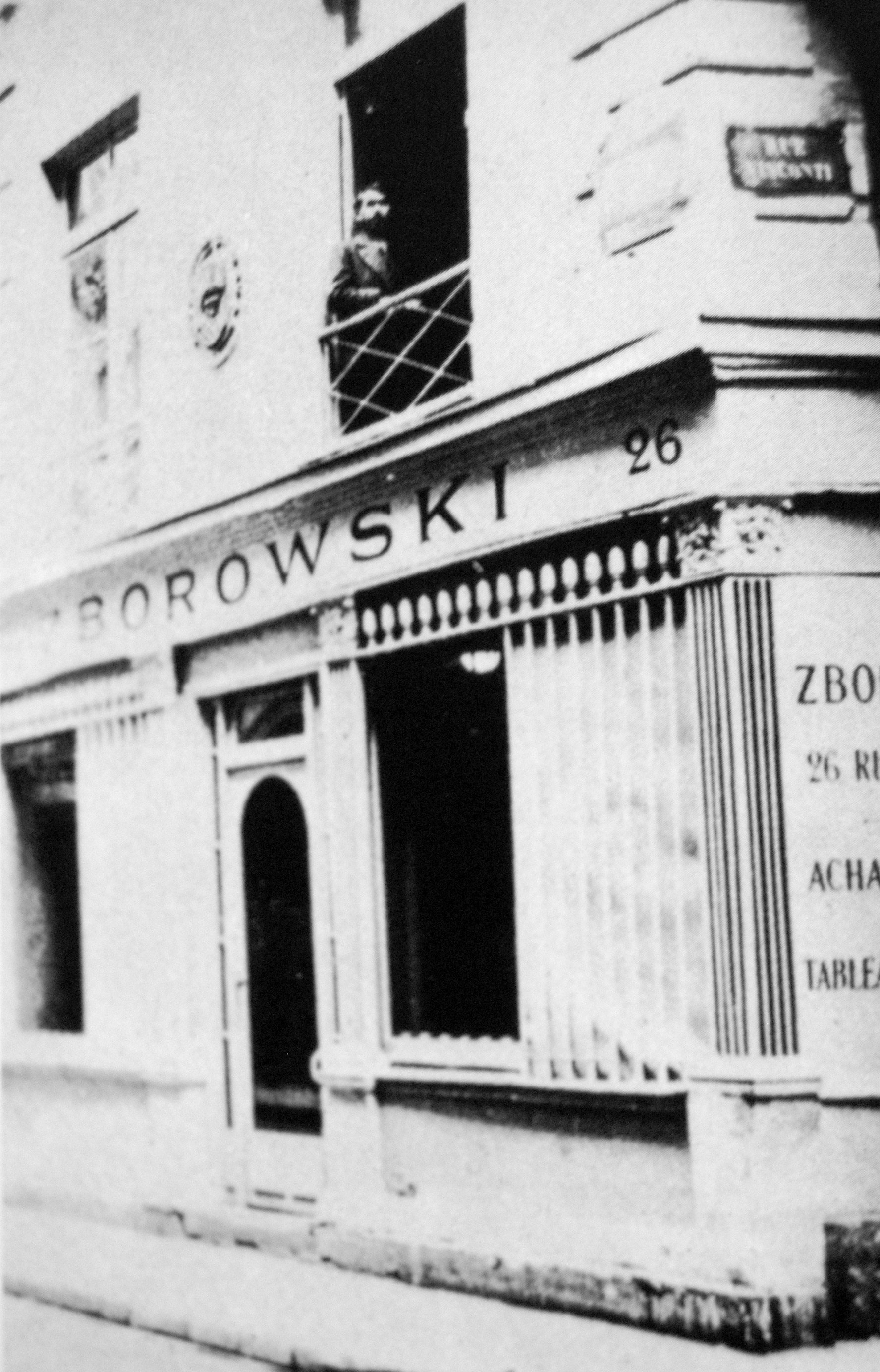
Galerie Zborowski, 26 rue de Seine, à l'angle de la rue Visconti (1926 ?) : Léopold se tient à la fenêtre du 1er étage.

En 1918, Léopold prend pour assistante Pauline Jourdain, qui devient son amante. Elle fut le dernier modèle de Modigliani, et figure dans l'une de ses dernières toiles, Portrait de Paulette Jourdain (fin 1919), lequel tableau fut d'abord la propriété de Léopold.
Le 17 février 1919, Max Jacob dédicace « au poète, charmant homme et mon ami » l'un des 20 exemplaires de l'édition originale de son Phanérogame illustré d'une eau-forte de Picasso (Paris, 1918). Cette année-là, Zborowski organise une belle exposition de ses peintres à Londres.
En 1923, le collectionneur et philanthrope américain Albert Barnes arrive à Paris et achète à Zborowski plus d’une centaine de toiles de Soutine et une dizaine de Modigliani. D'autres grands collectionneurs deviennent ses clients, comme Jonas Netter.
En 1924, Pauline Jourdain met au monde Jacqueline (1924-2001), fille de Zborowski.
Les Zborowski ouvrent en avril 1926 une galerie au 26 rue de Seine,, à Paris, et y exposent des peintres contemporains : Wanda Chełmońska, André Derain, Pinchus Krémègne, Chaïm Soutine — qu'ils aidèrent régulièrement —, Marc Chagall, André-François Breuillaud, René Iché, Eugène Ebiche, Maurice Utrillo, Jean Aujame,  Jean Fautrier, Alexander Mohr (en), Paul Welsch, John Graham, Hilaire Hiler, etc. Outre Paulette Jourdain, Zborowski y est aussi assisté de Mercédès Rousso, qui reprendra la galerie après sa mort.
Cette même année, Léon Weissberg exécute son portrait (musée d'art et d'histoire du Judaïsme).
En 1930, la galerie expose l'œuvre du photographe Thomas 0. Bouchard (1895-1984) et en 1931, Esther Carp, artiste polonaise arrivée en France en 1925. 
La galerie connaît des difficultés en 1931[réf. nécessaire], comme beaucoup d'autres.
Zborowski meurt célibataire à son domicile de la rue Joseph-Bara, à l'âge de 43 ans. Il est enterré à Paris au cimetière du Père-Lachaise (89e division). 
Pendant l'Occupation, Anna Zborowska s'installe en zone libre du côté de Nice.

## Représentations par Amedeo Modigliani
- Portrait de Léopold Zborowski, huile sur toile, 100 x 65 cm, 1916-1919, musée d'art de São Paulo[14].
- Portrait de Léopold Zborowski, huile sur toile, 65 x 43 cm, 1916, Jérusalem, musée d'Israël[15].
- [?] Portrait de Leopold Zborowski, huile sur toile, 46 x 29 cm, 1917, ancienne collection Philippe Blou [avant 1992][16],[17].
- Portrait de Léopold Zborowski, huile sur toile, 46 x 27 cm, 1918, non localisée[18].
- Les œuvres et les activités de Zborowski font ensuite l'objet de travaux d'études et d'expositions par différents historiens d'art, dont entre autres Marc Restellini, petit-fils d'Isaac Antcher[5].